# Avenida Julio A. Roca
La avenida Julio Argentino Roca o popularmente conocida como avenida Julio A.Roca es una artería principal que corre por el sector centro-sur de la ciudad de Córdoba , Argentina para unir el centro de la capital con los barrios de la periferia oeste.
Su nomenclatura es 300 al 1600, dándose inicio en la calle Ángelo de Peredo y finalizando a unas cuadras de la Rotonda del Ala para así dar origen a la avenida Fuerza Aérea Argentina, que luego se llega hasta la AU Córdoba-Carlos Paz que la conecta con la propiamente dicha Villa Carlos Paz y otras localidades a través de la RN 20.

## Toponimia
Esta avenida lleva el nombre de quien fue Presidente del país Julio Argentino Roca. En octubre de 2013, días antes de conmemorarse el Día del Respeto a la Diversidad Cultural, el Instituto de Culturas Aborígenes solicitó al Concejo Deliberante local el cambio de nombre por el de Pueblos Originarios.

## Transporte sobre su traza
Véase artículo Anexo:Recorrido de colectivos en la Ciudad de Córdoba (Argentina).
Sobre su toda su traza circulan la línea de colectivo C () y el corredor C de trolebús (). Aunque en algunos tramos de su avenida corre las líneas del corredores 500 y 501 () y C1 corredor amarillo.

## Cruces semasforizados
Posee esta arteria cinco cruces que tienen semáforos instalados, ellos son:
- Avenida Julio A.Roca y Av.Marcelo T.de Alvear.
- Avenida Julio A.Roca y Arturo M.Bas.
- Avenida Julio A.Roca y Av.Elpidio González
- Avenida Julio A.Roca y Paso de los Andes
- Avenida Julio A.Roca y Luis Agote